# مسجد الدبدابة
مسجد الدبدابة أو مسجد علي بن أبي طالب سمي بهذا الاسم نسبة لحي الدبدابة بمدينة بشار الجزائرية، أسس سنة 1942 م إبان الاستعمار الفرنسي للبلاد وذلك بفضل تبرعات المسلمين. عمل المسجد منذ تأسيسه على التوعية الدينية والوطنية وذلك من خلال الدروس التي كانت تقدم فيه من قبل الأئمة والمدرسة التابعة له.

## المدرسة القرآنية
عملت هذه المدرسة منذ تأسيسها على تخريج العديد من الفقهاء والحفاظ لكتاب الله وكان يأطرها الطالب عباوي بن عبد الله بن محمد.

## أئمة المسجد
عمل جملة من الأمة على تأطير المسجد وهم على التوالي:
- شيخ تهامي بن التهامي.(1907-1986)[2]
- بلقاسم أحمد بن مصطفى.(1920-1995)[1][3]